# Racibórz Dolny

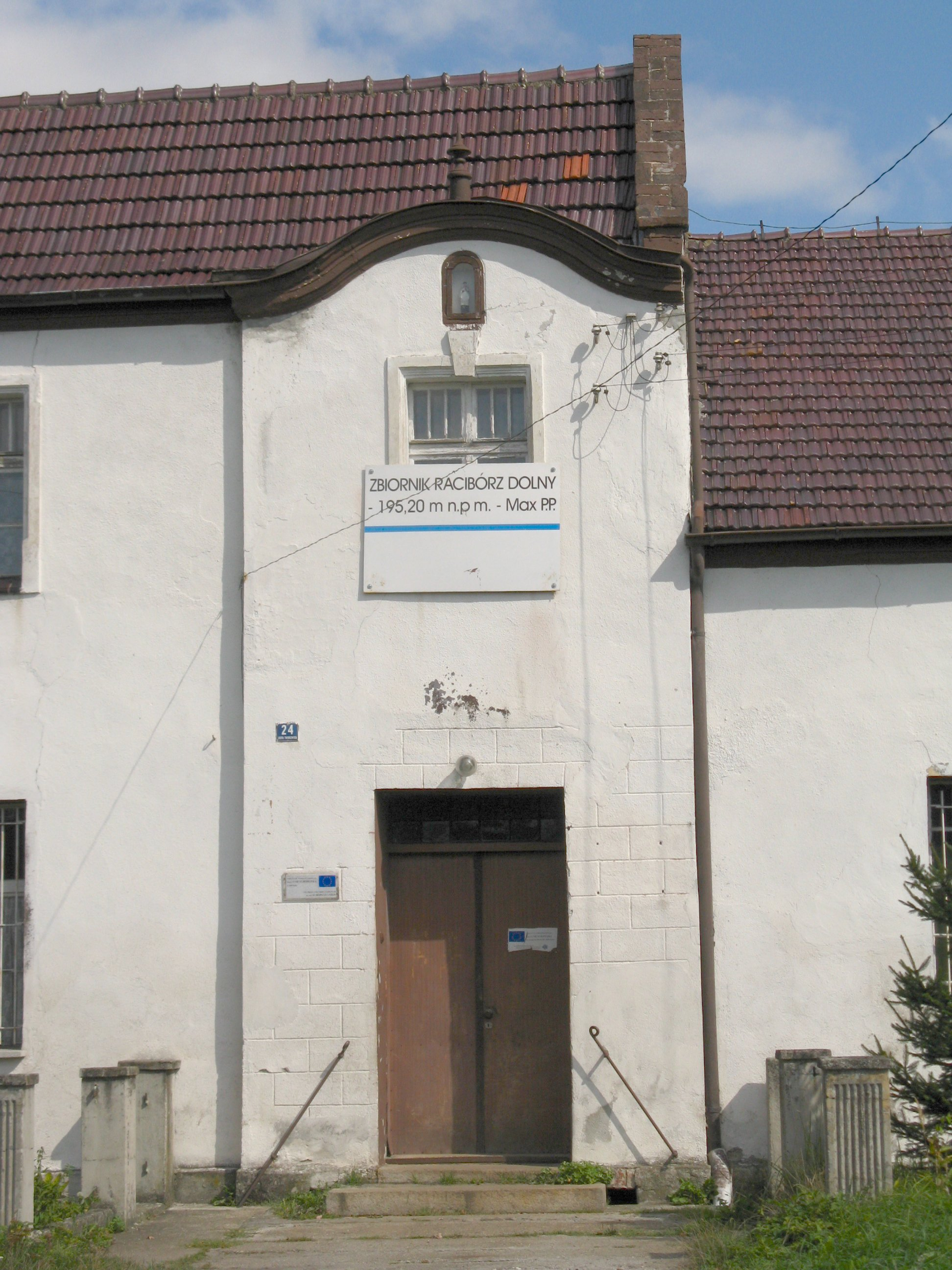
Na budynku w Ligocie Tworkowskiej pokazano, gdzie będzie sięgać poziom wody

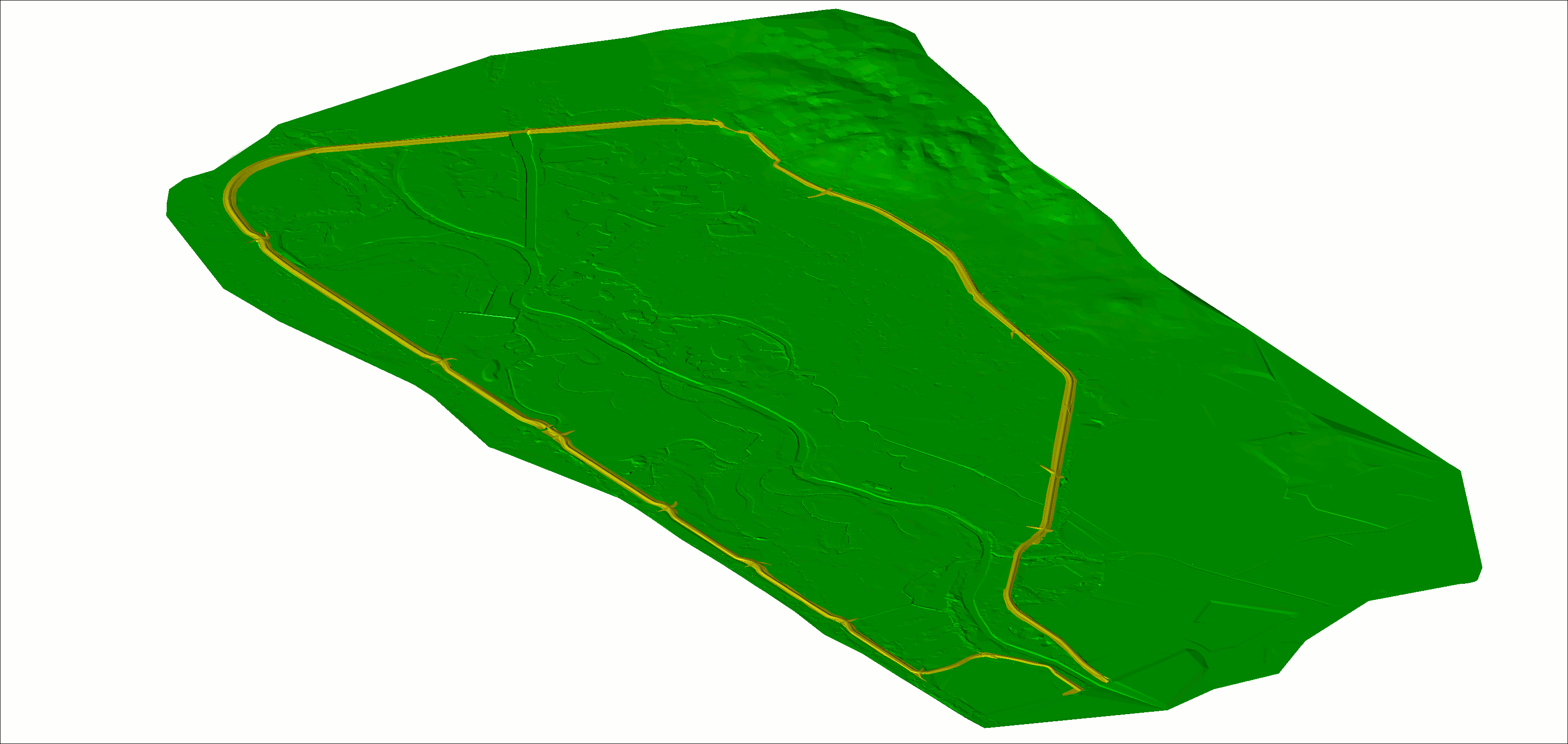
Model terenu zbiornika wraz z zaporami

Racibórz Dolny – suchy zbiornik przeciwpowodziowy (polder) w dolinie Odry o powierzchni 26,3 km² i pojemności 185 mln m³ w etapie II i 320 mln m³ (w tym 150 mln m³ pojemności użytkowej i 170 mln m³ pojemności powodziowej) w III etapie (po wyeksploatowaniu złóż kopalin). W czasie budowy obiektu zlikwidowano dwie wsie w powiecie wodzisławskim – Nieboczowy i Ligotę Tworkowską.
Inwestycja uzyskała funkcjonalność w lutym 2020, a otwarcie nastąpiło 30 czerwca 2020 roku. Rada Ministrów rozpatruje przekształcenie zbiornika z suchego w mokry.

## Położenie
Kompleks przeciwpowodziowy jest zlokalizowany w województwie śląskim na terenie dwóch powiatów – raciborskiego i wodzisławskiego.
W powiecie wodzisławskim położony jest na terenie gminy Lubomia i Gorzyce, a w powiecie raciborskim na terenie gminy Krzyżanowice i Kornowac oraz częściowo na terenie miasta Racibórz, gdzie mieści się zapora czołowa i główne budowle hydrotechniczne.
Dwie wsie – Nieboczowy i Ligota Tworkowska leżące w powiecie wodzisławskim, położone na terenie przyszłego zbiornika, zostały zlikwidowane do końca 2016 roku. W sumie przesiedlono przeszło 700 mieszkańców. Odtworzono jedną miejscowość, tworząc wieś Nieboczowy, zbudowaną w latach 2014–2019 w pobliżu wsi Syrynia.

Zapora czołowa znajduje się na 46,3 km biegu Odry, zamykając zlewnię Odry o powierzchni ok. 6642 km².

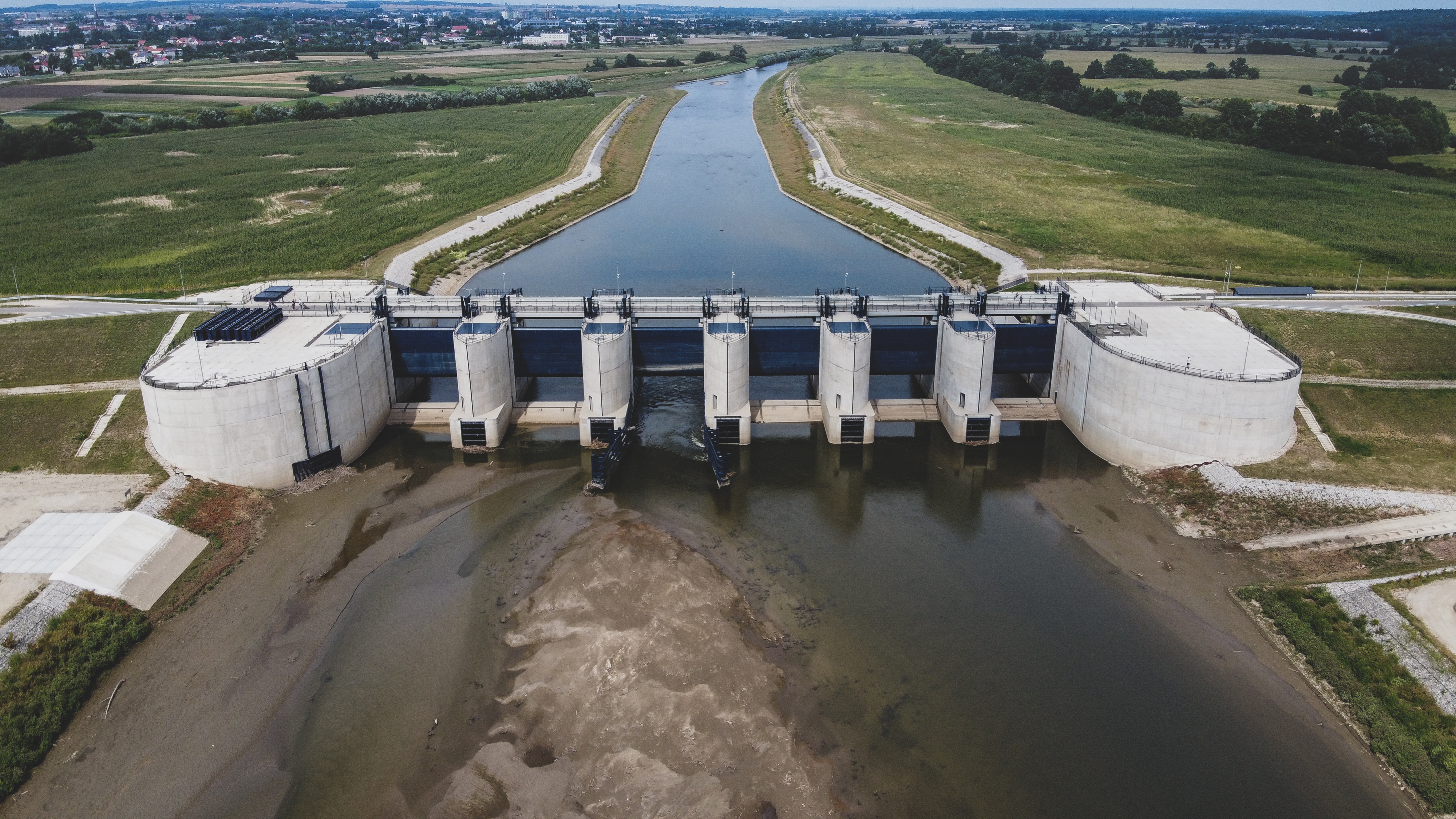
Zapora główna zbiornika Racibórz Dolny, widok od zbiornika.
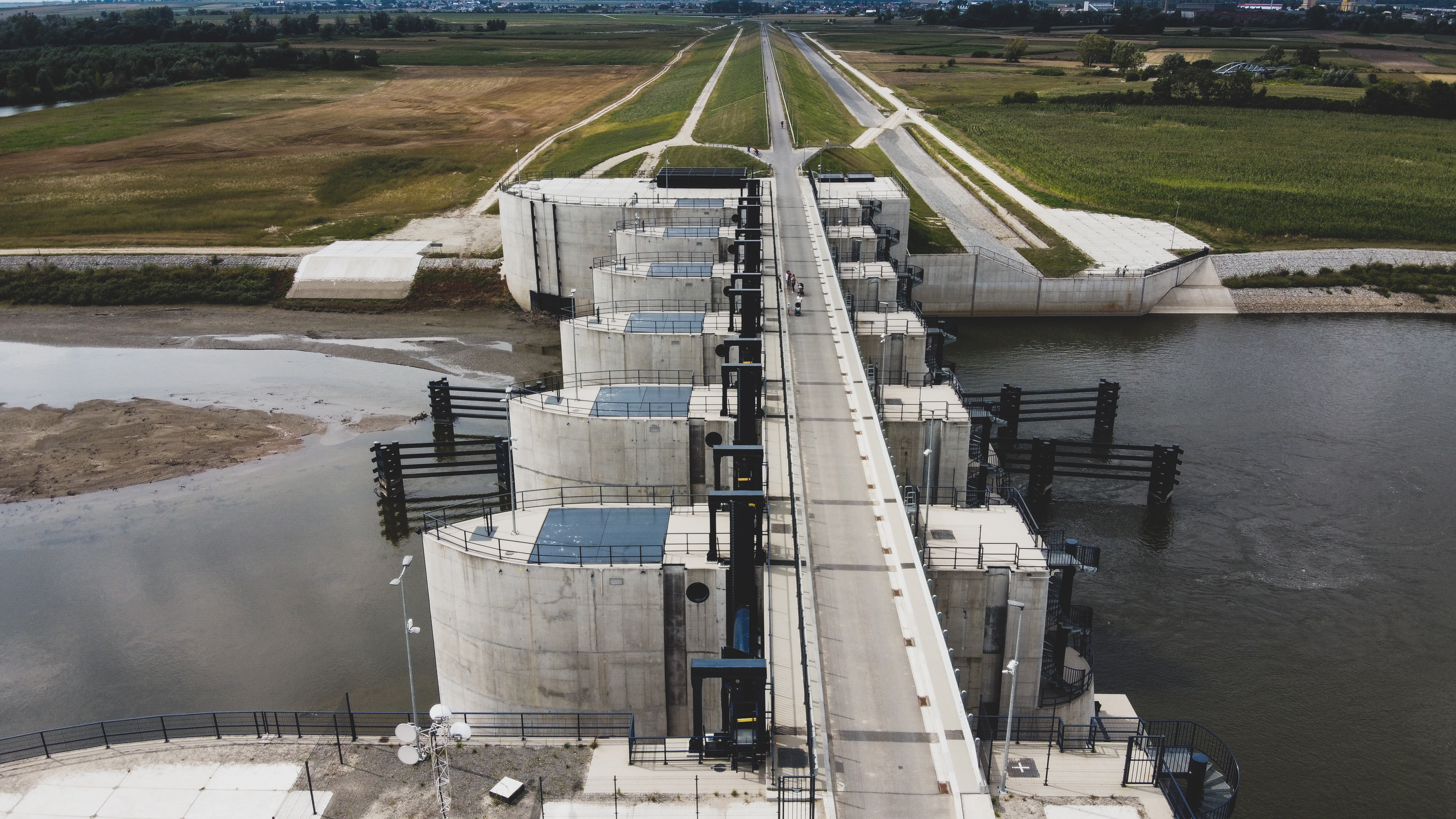
Zapora główna, widok od strony wsi Pogrzebień w stronę Studziennej (dzielnicy Raciborza).
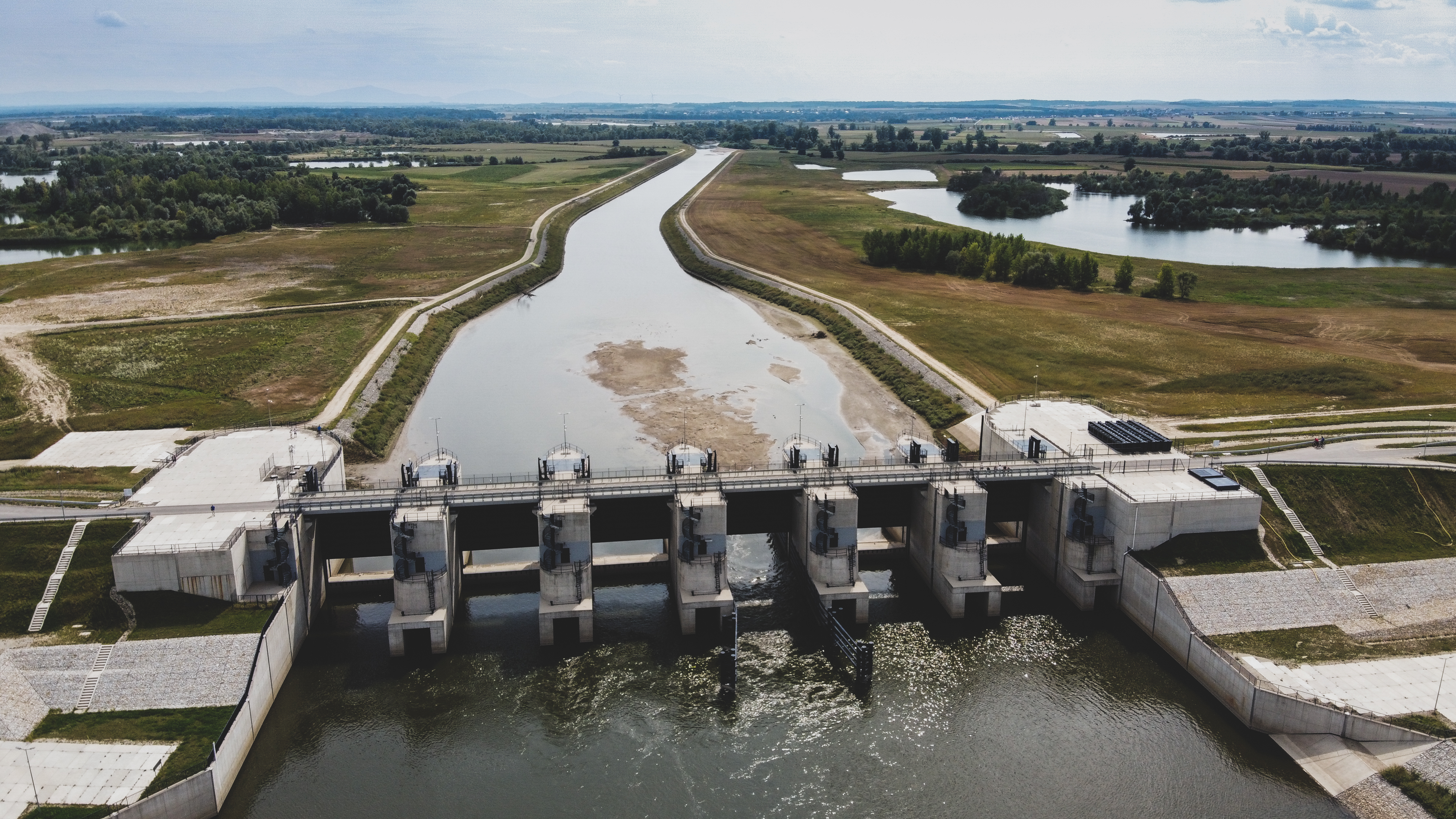
Zapora główna, widok z dołu rzeki.
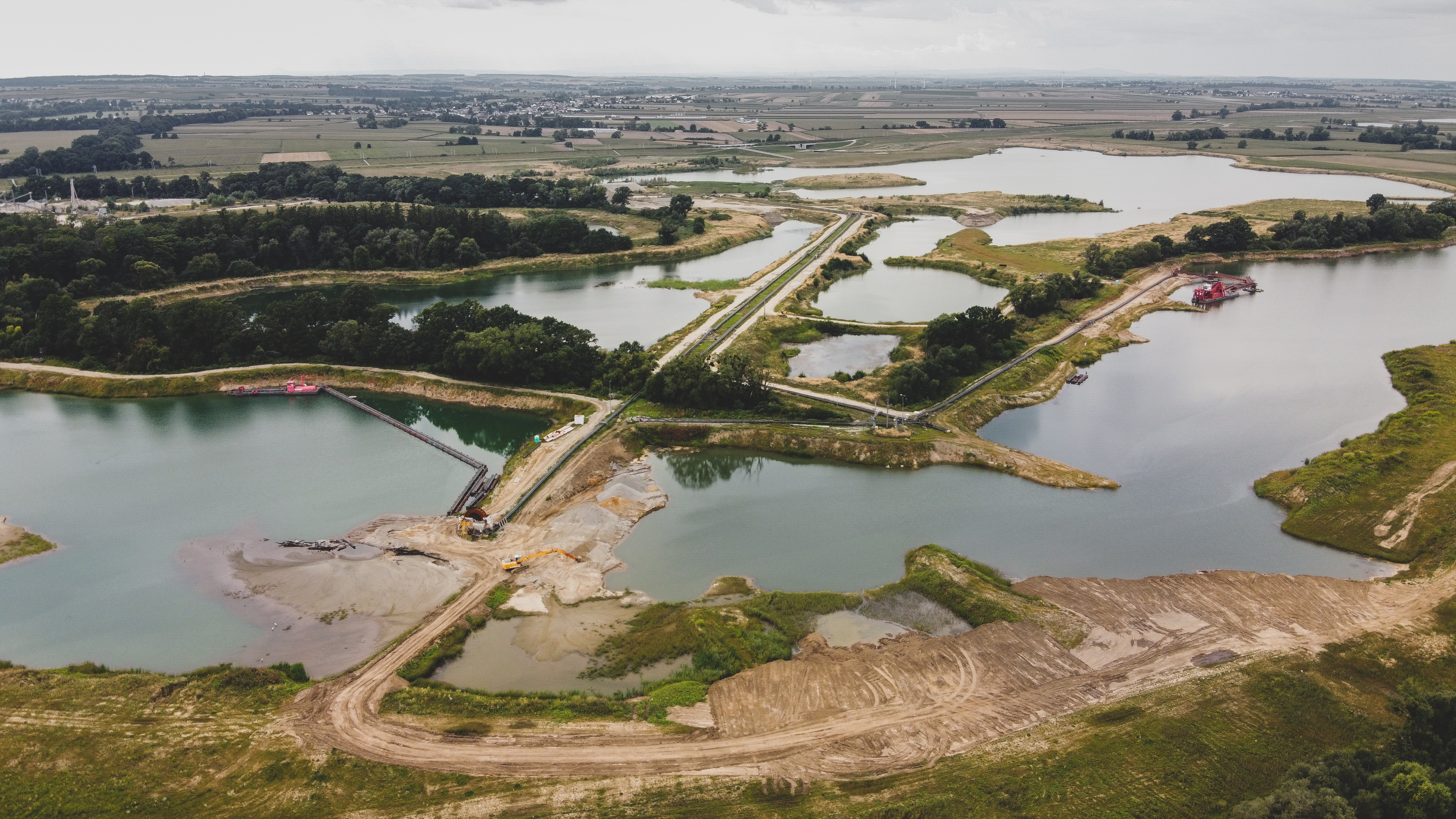
Tereny zalewowe i przemysł surowcowy w miejscu dawnych wsi Nieboczowy oraz Ligota Tworkowska.
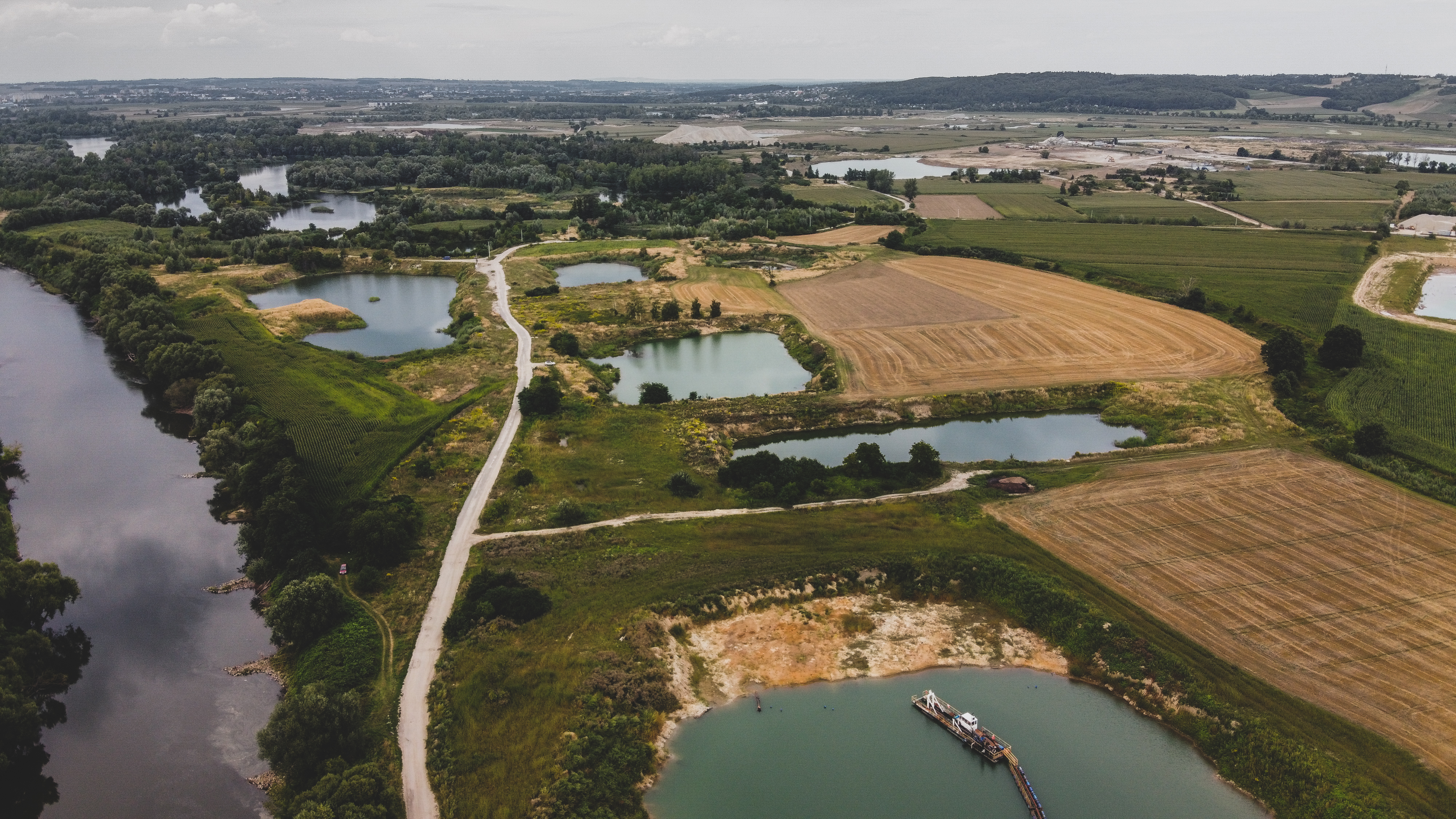
Tereny zalewowe i przemysł surowcowy na terenie zbiornika, w miejscu dawnych wsi. Po lewej Odra.

## Budowa
Zbiornik powstał w ramach Programu dla Odry 2006 jako element systemu biernego i czynnego zabezpieczenia przeciwpowodziowego, a jego budowa stanowi drugi etap inwestycji (pierwszym etapem już zrealizowanym jest Polder Buków, a realizacja trzeciego etapu – przekształcenie zbiornika Racibórz Dolny z suchego w wielofunkcyjny – rozpocznie się 40 do 50 lat po ukończeniu eksploatacji żwirów zalegających nieckę zbiornika). W 2016 roku pojawiła się koncepcja szybkiego przekształcenia zbiornika z suchego w mokry.
Od XVIII wieku prowadzono na Odrze prace mające na celu pogłębienie i wyprostowanie rzeki dla celów gospodarczych. Zaczęto wówczas wykonywać nowe przekopy poprzeczne, śluzy i ostrogi, zapoczątkowano także prostowanie meandrów. Budowano również wały przeciwpowodziowe. 7 lipca 1819 roku podpisany został tzw. protokół bogumiński, który zapoczątkował proces programowej rozbudowy i regulacji Odry. Skrócenie biegu rzeki w perspektywie okazało się jednak niekorzystne pod względem ochrony przeciwpowodziowej, gdyż powodowało szybszy spływ wód w dół rzeki, gdzie następowało jej nagromadzenie i wylewanie. W konsekwencji wylewy Odry występowały coraz częściej i w coraz większej intensywności, a coraz gęstsze zaludnienie okolic rzeki sprawiało, że straty w wypadku powodzi były coraz większe.
Pierwszą koncepcję budowy zbiornika pod Raciborzem opracowano w 1883 roku. Zapora miała znajdować się w ciągu projektowanego kanału Odra-Dunaj, a powstały zbiornik miał zajmować powierzchnię 102 km². Po I wojnie światowej pomysł budowy kanału Odra-Dunaj stał się jednak mało realny. W celu zwiększenia ochrony przeciwpowodziowej Raciborza (a także w ramach walki z bezrobociem) w 1934 roku rozpoczęto budowę Kanału Ulga, którą ukończono pod koniec 1942 roku. Koniec II wojny światowej spowodował istotne zmiany granic, w wyniku których Racibórz, a także inne nadodrzańskie miasta, m.in. Opole i Wrocław, znalazły się na terytorium Polski. W latach 60. XX wieku powstały kolejne plany budowy zbiornika pod Raciborzem, jednak z powodu wysokich kosztów realizacji inwestycji nie zostały one zrealizowane. Następne plany opracowano w latach 70. XX w. Ostatecznym impulsem do powstania zbiornika była powódź tysiąclecia w 1997 roku, w wyniku której śmierć bezpośrednio poniosło 55 osób, a straty materialne wyniosły 12,8 mld złotych.
W 2001 roku przyjęty został Program dla Odry 2006. W sierpniu 2010 roku inwestor, Regionalny Zarząd Gospodarki Wodnej w Gliwicach, ogłosił międzynarodowy przetarg na budowę zbiornika. Pod koniec listopada 2012 roku zgodę na budowę zbiornika wydał wojewoda śląski. Termin składania ofert w przetargu minął w połowie marca 2013 roku. Na trzynaście zaproszonych wykonawców oferty złożyło siedem podmiotów, z czego jedna została już na wstępie odrzucona z powodu niezgodności z wymaganiami przetargowymi. Wykonawcą zostało wybrane hiszpańskie przedsiębiorstwo Dragados. Umowę podpisano w czerwcu, a prace ruszyły w lipcu tego samego roku. Pierwotnie zakończenie budowy planowano na styczeń 2017 roku. Prace jednak znacząco się opóźniły, aż w październiku 2016 roku Regionalny Zarząd Gospodarki Wodnej w Gliwicach poinformował o odstąpieniu od umowy z firmą Dragados. W grudniu 2017 roku umowę na dokończenie budowy podpisano z polsko-hiszpańskim konsorcjum Budimex-Ferrovial Agroman. W lutym 2020 roku zbiornik osiągnął funkcjonalność, a oficjalne oddanie do użytku nastąpiło 30 czerwca 2020 roku. Obiekt jest największą budowlą hydrotechniczną w Polsce. Zakłada się, że zapewni ochronę przeciwpowodziową na odcinku Odry od Raciborza do Wrocławia.
W ramach inwestycji zbudowano 22 km zapór, które otaczają polder o powierzchni 26,3 km². Na potrzeby tej budowy zużytkowano 6,8 mln ton ziemi. Całkowity koszt inwestycji wyniósł ok. 2 mld złotych, w tym współfinansowanie ze środków unijnych. Ponadto w zaporze czołowej wykonano betonową budowlę przelewowo-spustową z sześcioma zasuwami i kolejnymi sześcioma spustami dennymi. Oddanie do użytku w VI 2020 obiektu nie jest ostatnią fazą budowy. Prowadzi się wydobycie z dna suchego zbiornika zalegających tam złóż żwiru, które mają wartość gospodarczą, co prowadzi do stopniowego zwiększania głębokości i pojemności zbiornika. Docelowo planuje się w ten sposób zwiększyć docelową pojemność polderu z obecnych 185 do 300 mln m³.

## Funkcja
Zbiornik może przyjąć 185 mln m³ wody, a jego zasięg oddziaływania ochronnego wraz z Polderem Buków sięga do Wrocławia. Maksymalny poziom piętrzenia wyniesie 195,20 m n.p.m. przy wysokości zapory sięgającej 197,50 m n.p.m.
Możliwości zbiornika pozwolą zredukować falę powodziową:
- przy dysponowaniu 48 godzinną prognozą dopływu do zbiornika z wielkości 3120 m³/s do wielkości 1538 m³/s
- przy dysponowaniu 24 godzinną prognozą dopływu do zbiornika z wielkości 3120 m³/s do wielkości 1800 m³/s

Po przekształceniu polderu przeciwpowodziowego w zbiornik mokry zwiększą się możliwości obiektu, oraz zyska on nowe funkcje (będzie mógł on zapobiegać suszy oraz poprawi zdolności żeglugi po Odrze, ponadto będzie mógł pełnić rolę rekreacyjną).
Korona zapory czołowej o szerokości 6,0 m znajduje się na wysokości 197,50 m n.p.m., tj. 2,30 m ponad dopuszczalnym maksymalnym poziomem piętrzenia wody w zbiorniku wynoszącym 195,20 m.
Zbiornik będzie uruchamiany przy wartości przepływu wody w Odrze powyżej 1210 m³/s.

## Ochrona przeciwpowodziowa
Pierwszy raz zbiornik został uruchomiony w październiku 2020 r. podczas wezbrania Odry. Po raz kolejny uruchomiono go w czasie powodzi we wrześniu 2024 r.

### Powódź 2024
W niedzielę 15 września 2024 ok. godziny 4.20 zasuwy budowli przelewowo-spustowej opuszczono i zbiornik rozpoczął pracę, w tym momencie posterunek wodowskazowy Krzyżanowice w zlewni Górnej Odry wskazywał rzędną ok. 690 cm przy przepływie ok. 750 m³/s. W kulminacyjnym momencie powodzi zbiornik przyjął 147 mln m³ wody (ok. 80% jego pojemności w tym czasie, a sąsiedni Polder Buków dalsze ponad 50 mln m³ wody). Stan ten osiągnął o godzinie 16:00 we wtorek 17 września 2024. Razem więc zbiorniki zgromadziły ok. 200 mln m³ wody. O godz. 10.00 w środę 18 września poziom wody w zbiorniku opadł do ok. 134 mln m³ (72% pojemności). Zbiornik przyjmował około 530 m³/s, a wypływało z niego około 830 m³/s wody.